# Хозяйка (фильм, 1975)
«Хозяйка» или «Любовница-хозяйка» (фр. Maîtresse) — фильм режиссёра Барбе Шрёдера 1975 года, наполненный множеством откровенных садомазохистских сцен. По мнению авторитетных критиков, её жанр колеблется между романтической драмой и чёрной комедией.
Один из ранних фильмов Жерара Депардье.

## В ролях
- Жерар Депардьё — Оливье
- Бюль Ожье — Ариана

Оператор Нестор Альмендрос
Костюмы Карла Лагерфельда; постер к фильму создал известный художник Аллен Джонс, позже превративший его в серию картин.

## Сюжет
Его персонаж Оливье, молодой неотесанный провинциал, случайно выступает в роли сантехника, а потом пытается ограбить богатую квартиру, а в результате знакомится с её хозяйкой Арианой — профессиональной BDSM-доминатрикс, которая решает взять его в любовники. Сама она профессионально оказывает услуги по доминированию, однако сексом со своими клиентами не занимается. Теперь она иногда использует Оливье в качестве своего ассистента. В начале отношений он пытается спорить с ней о том, кто поведет автомобиль, это выступает метафорой их дальнейших отношений. Другая метафора в фильме — двухъярусная квартира женщины: на верхнем ярусе она ведет «нормальную» жизнь, на «нижнем», в «подземелье», работает.
Оливье влюбляется в Ариану, но его сводит с ума невозможность её контролировать, а также её загадочная связь с неким Готье, к которому она готова бежать по первому зову. Маясь от безделья, испугавшись вопросов полиции и понимая, что ситуация с деньгами странная, он выходит из под контроля и пытается сломать устоявшуюся ролевую модель в этой паре. Привыкнув решать проблемы кулаками, Оливье находит Готье и пытается на него нажать, но действует крайне неуклюже. После этого он натыкается на парижскую скотобойню, которая напоминает ему о работе по забою скота в провинции.
После того, как он, приготовив купленное мясо, признается Ариане в скандале с Готье, она порывает с ним отношения и выгоняет прочь.
Через некоторое время Оливье возвращается в квартиру и узнает, что Ариана уехала в неизвестном направлении, а её «рабочее помещение» демонтируют строители по приказу Готье, который оплачивал это обиталище. Оливье выслеживает её за городом и видит в обществе Готье и мальчика — видимо, это сын Арианы и Готье. Оливье демонстративно бросает в почтовый ящик деньги, которые она ему давала и уезжает на мотоцикле. Ариана бросается за ним вдогонку на автомобиле, далее следует страстная сцена примирения с попыткой решить, кто именно будет за рулем, в итоге они ведут машину одновременно. Происходит автоавария, но оба выживают и со смехом идут по лесу.

## Оценка
Фильм полон множества откровенных сцен с демонстрацией мужских половых органов, включая прибивание мошонки гвоздями к доске. Был запрещен в Англии, в США получил рейтинг «Х».
Исполнительница главной роли Бюль Ожье в своих воспоминаниях «J’ai oublié» рассказывает что массовку мужчин-мазохистов не предупреждали о том, что они примут участие в киносъемках: их настоящие «госпожи» привели их на съемочную площадку, как часть подчинения. Вместо Ожье в некоторых сценах сняты руки профессиональной госпожи — избивания кнутом и прибивания гвоздями.
При этом фильм практически лишен смакования этого извращения: «Режиссёр показывает садомазохизм, который совершается при обоюдном согласии, холодно, без осуждения и попытки дать моральную оценку. Он дает понять зрителю, что поведение на экране является всего лишь экстремальной формой обычных человеческих отношений и ролевой игры, в которой мы ежедневно участвуем. Сексуальные сцены „Госпожи“ сняты в трезвой и крайне несенсационной манере. Для съемки этих сцен использовались настоящие поклонники садомазохизма, на которых были надеты маски, что помогло создать честный и правдоподобный портрет этой субкультуры, а не масс-медийное фрик-шоу». Большинство мазохистских сцен показывают это как некую норму.
Как пишет критик, «режиссёр с присущей ему тактичностью рисует портрет противоречивого союза, построенного на четкой иерархии „верхнего“ и „нижнего“, но замешанного на чистой и искренней любви. (…) Шредер буквально ходит по краю, умудряясь сочетать несочетаемое. Типично французская эмоциональность и раскованность соседствуют с юмористическими вставками, а потом спокойно перетекают в изнурительную психологическую драму, наполненную самокопанием и душевными терзаниями».
Это один из ранних фильмов Депардье, и в нём он «поражает высотой своего исполнительского мастерства. Мощный, но одновременно нежный великан, в этой роли он совмещает физическую силу, хулиганский и уличный тон с эмоциональной ранимостью. На французском экране появляется новый тип: герой-мачо, открывший в себе женскую сторону собственного характера». Сценарий фильма, написанный режиссером Шредером, томился у него около 10 лет, пока он не нашел Депардье, идеального для этой роли; главная героиня сыграна женой режиссера.